# Argyroeides hadassa
Argyroeides hadassa är en fjärilsart som beskrevs av Druce 1883. Argyroeides hadassa ingår i släktet Argyroeides och familjen björnspinnare. Inga underarter finns listade i Catalogue of Life.